# InterLiga 2007
InterLiga 2007 – czwarty cykl InterLigi – rozgrywek pomiędzy ośmioma meksykańskimi zespołami o awans do Copa Libertadores.

## Uczestnicy
- Club América
- Cruz Azul
- Jaguares
- Monterrey
- Morelia
- Necaxa
- Tecos UAG
- Tigres UANL

## Stadiony
| Carson            | Frisco         | Houston           |
| ----------------- | -------------- | ----------------- |
| Home Depot Center | Pizza Hut Park | Robertson Stadium |
|                   |                |                   |

## Faza grupowa

### Grupa A
| Zespół      | M | Z | R | P | B+ | B- | +/– | Pkt. |
| ----------- | - | - | - | - | -- | -- | --- | ---- |
| Necaxa      | 3 | 3 | 0 | 0 | 7  | 4  | +3  | 9    |
| Tigres UANL | 3 | 1 | 1 | 1 | 4  | 3  | +1  | 4    |
| Monterrey   | 3 | 1 | 0 | 2 | 3  | 5  | –2  | 3    |
| Cruz Azul   | 3 | 0 | 1 | 2 | 4  | 6  | –2  | 1    |

| 3 stycznia 2007 19:00 | Monterrey | 0:20:0raport | Tigres UANL · Sindey Balderas 71' · Walter Gaitán 82' | Robertson Stadium, Houston Sędzia: Baldomero Toledo |
|                       |           |              |                                                       |                                                     |

| 3 stycznia 2007 21:30 | Cruz Azul · Salvador Carmona 71' · Luis Orozco 90+2' | 2:30:2raport | Necaxa · Kléber 31' · Fabiano 45' · Osvaldo Lucas 55' | Robertson Stadium, Houston Sędzia: Jair Marrufo |
|                       |                                                      |              |                                                       |                                                 |

| 6 stycznia 2007 19:00 | Tigres UANL · Jaime Lozano 12' · Aldo de Nigris 23' | 2:22:1raport | Cruz Azul · Israel López 45' · Miguel Sabah 51' | Pizza Hut Park, Frisco Sędzia: Ricardo Salazar |
|                       |                                                     |              |                                                 |                                                |

| 6 stycznia 2007 21:30 | Necaxa · Kléber 39', 49' · Alfredo Moreno 77' | 3:21:1raport | Monterrey · Jesús Arellano 40' · Luis Pérez 69' (k.) | Pizza Hut Park, Frisco Sędzia: Alex Prus |
|                       |                                               |              |                                                      |                                          |

| 9 stycznia 2007 20:00 | Necaxa · Alfredo Moreno 69' | 1:00:0raport | Tigres UANL | Home Depot Center, Carson Sędzia: Baldomero Toledo |
|                       |                             |              |             |                                                    |

| 9 stycznia 2007 22:00 | Monterrey · Joel Morales 79' | 1:00:0raport | Cruz Azul | Home Depot Center, Carson Sędzia: Michael Kennedy |
|                       |                              |              |           |                                                   |

### Grupa B
| Zespół       | M | Z | R | P | B+ | B- | +/– | Pkt. |
| ------------ | - | - | - | - | -- | -- | --- | ---- |
| Club América | 3 | 2 | 1 | 0 | 4  | 1  | +3  | 7    |
| Jaguares     | 3 | 1 | 1 | 1 | 4  | 4  | 0   | 4    |
| Morelia      | 3 | 1 | 0 | 2 | 4  | 6  | –2  | 3    |
| Tecos UAG    | 3 | 0 | 2 | 1 | 4  | 6  | –2  | 2    |

| 4 stycznia 2007 19:00 | Jaguares · Juan Hernández 17' · Walter Fretes 68' | 2:11:1raport | Morelia · Fernando Arce 43' | Robertson Stadium, Houston Sędzia: Michael Kennedy |
|                       |                                                   |              |                             |                                                    |

| 4 stycznia 2007 21:40 | Club América · Cuauhtémoc Blanco 57' | 1:10:1raport | Tecos UAG · Hugo Droguett 24' | Robertson Stadium, Houston Sędzia: Terry Vaughn |
|                       |                                      |              |                               |                                                 |

| 7 stycznia 2007 16:00 | Morelia | 0:20:0raport | Club América · Cuauhtémoc Blanco 77' (k.), 85' | Pizza Hut Park, Frisco Sędzia: Hilario Grajeda |
|                       |         |              |                                                |                                                |

| 7 stycznia 2007 19:00 | Tecos UAG · Hugo Droguett 41' · Juan Leaño 67' | 2:21:1raport | Jaguares · Juan Hernández 16' · Ulises Mendívil 52' | Pizza Hut Park, Frisco Sędzia: Jair Marrufo |
|                       |                                                |              |                                                     |                                             |

| 10 stycznia 2007 20:00 | Morelia · Luis Rey 7', 90+2' · Nicolás Pavlovich 24' | 3:12:1raport | Tecos UAG · Juan Leaño 30' | Home Depot Center, Carson Sędzia: Abiodun Okulaja |
|                        |                                                      |              |                            |                                                   |

| 10 stycznia 2007 22:00 | Club América · Nelson Cuevas 70' | 1:00:0raport | Jaguares | Home Depot Center, Carson Sędzia: Kevin Stott |
|                        |                                  |              |          |                                               |

## Finały
| 13 stycznia 2007 19:00 | Necaxa · Kléber 38' | 1:0raport | Jaguares | Home Depot Center, Carson Sędzia: Ricardo Salazar |
|                        |                     |           |          |                                                   |

Necaxa: Iván Vázquez – Osvaldo Lucas, Joaquín Beltrán, Horacio Cervantes, Pablo Quatrocchi – Gerardo Galindo (80' → Mario Pérez), Salvador Cabrera (65' → Óscar Zea), Everaldo, Fabiano (85' Luis Hernández) – Alfredo Moreno, Kléber. Trener: José Luis Trejo.
Jaguares: Omar Ortiz – José Gutiérrez, Ismael Fuentes, Melvin Brown, Tomás Campos (83' → Edoardo Isella) – Walter Fretes, Felipe Ayala, Alejandro Corona (77' → Gilbeto Mora), Alejandro Vela – Javier Cámpora, Ulises Mendívil (58' → Santiago Salcedo). Trener: Eduardo de la Torre.
| 13 stycznia 2007 21:30                                             | Club América | 0:0, p.d. k. 4:20:0, 0:0raport                                  | Tigres UANL | Home Depot Center, Carson Sędzia: Baldomero Toledo |
|                                                                    |              |                                                                 |             |                                                    |
|                                                                    |              | Rzuty karne                                                     |             |                                                    |
| Cuauhtémoc Blanco · Salvador Cabañas · Óscar Rojas · Nelson Cuevas |              | Emmanuel Cerda · Walter Gaitán · Jaime Lozano · Javier Saavedra |             |                                                    |

Club América: Guillermo Ochoa – José Castro, Ricardo Rojas, Duilio Davino, Ismael Rodríguez – Óscar Rojas, Germán Villa, Alejandro Argüello, Juan Mosqueda (24' → Nelson Cuevas) – Cuauhtémoc Blanco, Salvador Cabañas. Trener: Luis Fernando Tena.
Tigres UANL: Edgar Hernández – Javier Saavedra, Sindey Balderas, Omar Briceño, Julio Cáceres – Jaime Lozano, Fabián Cubero, Mario Ruiz (100' → Jesús Palacios), Nicolás Ruvalcaba – Emmanuel Cerda, Edgar García (46' → Walter Gaitán). Trener: Mario Carrillo.
| ZWYCIĘZCA INTERLIGI 2007 |
|                          |
| NECAXA                   |
| 1. TYTUŁ                 |

## Strzelcy
- 4 gole
  -  Kléber ( Necaxa)
- 3 gole
  -  Cuauhtémoc Blanco ( Club América)
- 2 gole
  -  Hugo Droguett ( Tecos UAG)
  -  Juan Hernández ( Jaguares)
  -  Juan Leaño ( Tecos UAG)
  -  Alfredo Moreno ( Necaxa)
  -  Luis Rey ( Morelia)
- 1 gol
  -  Fernando Arce ( Morelia)
  -  Jesús Arellano ( Monterrey)
  -  Sindey Balderas ( Tigres UANL)
  -  Salvador Carmona ( Cruz Azul)
  -  Nelson Cuevas ( Club América)
  -  Fabiano ( Necaxa)
  -  Walter Fretes ( Jaguares)
  -  Walter Gaitán ( Tigres UANL)
  -  Israel López ( Cruz Azul)
  -  Jaime Lozano ( Tigres UANL)
  -  Osvaldo Lucas ( Necaxa)
  -  Ulises Mendívil ( Jaguares)
  -  Joel Morales ( Monterrey)
  -  Aldo de Nigris ( Tigres UANL)
  -  Luis Orozco ( Cruz Azul)
  -  Nicolás Pavlovich ( Morelia)
  -  Luis Pérez ( Monterrey)
  -  Miguel Sabah ( Cruz Azul)